# Československá mužská volejbalová reprezentace

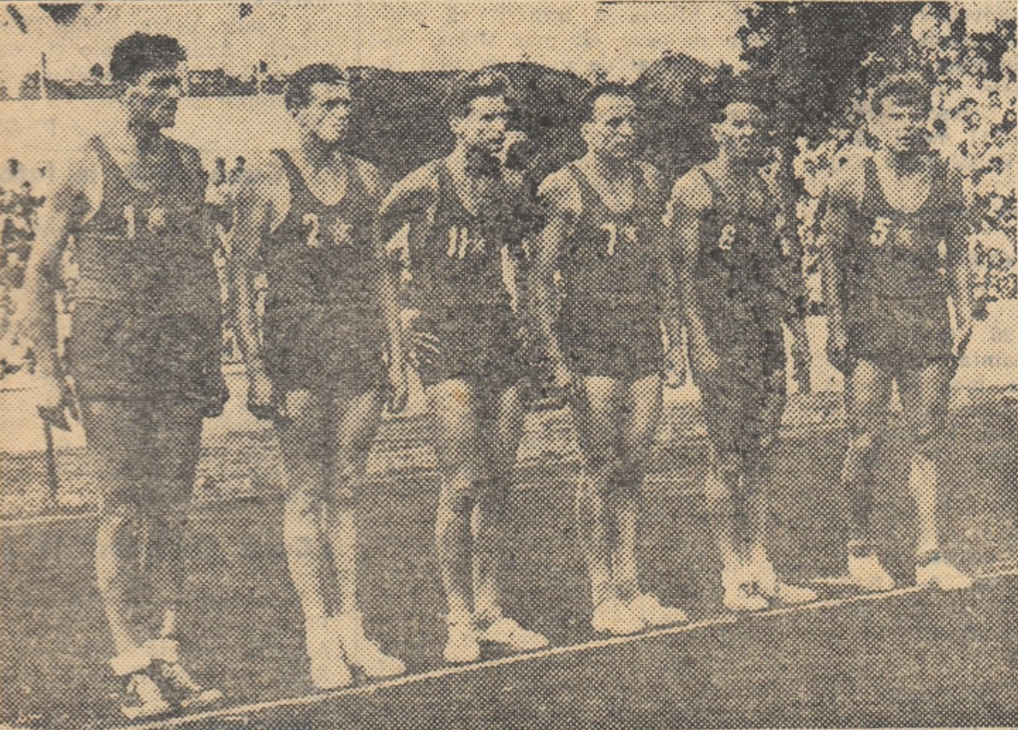
Mistři Evropy z roku 1955

Československá volejbalová reprezentace mužů byla reprezentačním družstvem Československa ve volejbale. Účastnila se mezinárodních soutěží, jako jsou mistrovství světa, mistrovství Evropy a olympijské hry. Patřila k nejúspěšnějším národním týmům světa, získala mj. dva tituly mistrů světa (1956, 1966) a třikrát triumfovala na evropském šampionátu (1948, 1955, 1958). Zúčastnila se pěti olympijských turnajů a dvakrát z olympiády přivezla medaili, jednou stříbrnou (1964) a jednou bronzovou (1968). Jejími následovníky jsou česká a slovenská reprezentace.

## Trenéři
Československo 
| - 1948 – Josef Češpiva - 1949–1950 – Jan Fiedler - 1952–1953 – Václav Matiášek - 1954–1960 – Josef Kozák - 1962–1964 – Josef Brož - 1965–1968 – Václav Matiášek - 1969–1972 – Karel Láznička | - 1974–1979 – Petr Kop - 1980 – Pavel Schenk - 1981–1984 – Dušan Melíšek - 1984–1988 – Karel Láznička - 1988–1990 – Josef Matějka - 1990–1991 – Zdeněk Pommer - 1993 – Petr Kalný |

## Medailisté
MS 1956: Karel Brož • Karel Láznička • Zdeněk Malý • Jaromír Paldus • Milan Purnoch • František Schwarzkopf • Bohumil Golián • Ladislav Synovec • Karel Paulus • Josef Tesař • Josef Musil • Josef Brož
 MS 1966: Václav Šmídl • Bohumil Golián • Petr Kop • Boris Perušič • Vladimír Petlák • Pavel Schenk • Antonín Mozr • Josef Smolka • Zdeněk Groessl • Jozef Labuda • Drahomír Koudelka • Josef Musil
 ME 1948: Josef Brož • Karel Brož • Josef Češpiva • Jaroslav Fučík • Stanislav Linke • František Mikota • Jaromír Paldus • Josef Reicho • Josef Tesař • Josef Votava
 ME 1955: Karel Brož • Zdeněk Humhal • Jiří Jonáš • Karel Láznička • Zdeněk Malý • Josef Musil • Jaromír Paldus • Karel Paulus • Milan Purnoch • František Schwarzkopf • Ladislav Synovec • Josef Tesař
 ME 1958: Bohumil Golián • Zdeněk Humhal • Miroslav Kemel • Karel Láznička • Zdeněk Malý • Josef Musil • Jaromír Paldus • Karel Paulus • Milan Purnoch • Ladislav Synovec • Josef Tesař • Ladislav Toman
 OH 1964: Milan Čuda • Bohumil Golián • Zdeněk Humhal • Petr Kop • Jozef Labuda • Josef Musil • Karel Paulus • Boris Perušič • Pavel Schenk • Václav Šmídl • Josef Šorm • Ladislav Toman
 MS 1949: Miloš Bouchal • Josef Brož • Karel Brož • Jaroslav Fučík • Václav Matiášek • František Mikota • Jaromír Paldus • Josef Reicho • František Schwarzkopf • Zdeněk Soukup • Josef Tesař • Josef Votava
 MS 1952: Karel Brož • Karel Láznička • Zdeněk Malý • František Mikota • Jaromír Paldus • Josef Tesař • Josef Votava • Josef Musil • Jiří Jonáš • Jaroslav Fučík • Jiří Kučera • Josef Brož
 MS 1960: Zdeněk Malý • Jaromír Paldus • Václav Šmídl • Zdeněk Humhal • Bohumil Golián • Ladislav Toman • Július Veselko • Josef Stolařík • Vilém Šašinka • Karel Paulus • Josef Musil • Josef Šorm
 MS 1962: Bohumil Golián • Zdeněk Humhal • Petr Kop • Antonín Kovařík • Václav Kříž • Josef Musil • Karel Paulus • Pavel Schenk • Václav Šmídl • Josef Šorm • Josef Stolařík • Ladislav Toman
 ME 1950: Josef Brož • Karel Brož • Jaroslav Fučík • Jiří Jonáš • Evžen Krob • Václav Matiášek • František Mikota • Antonín Nogol • Jaromír Paldus • Václav Raban • Josef Tesař • Josef Votava
 ME 1967: Zdeněk Groessl • Petr Kop • Drahomír Koudelka • Antonín Mozr • Josef Musil • Vladimír Petlák • Antonín Procházka • Pavel Schenk • Josef Smolka • Jiří Svoboda • Václav Šmídl • Bohumil Golián
 ME 1971: Zdeněk Groessl • Drahomír Koudelka • Miroslav Nekola • Ludvík Němec • Petr Pavlík • Vladimír Petlák • Pavel Schenk • Jaroslav Stančo • Jaroslav Tomáš • Milan Vápenka • Lubomír Zajíček • Štefan Pipa
 ME 1985: Pavel Barborka • Přemysl Bláha • Milan Černoušek • Helmut Jamka • Zdeněk Kaláb • Cyril Krejčí • Bronislav Mikyska • Josef Novotný • Ivan Strumienský • Jaroslav Šmíd • Štefan Chrtiansky • Igor Prieložný
 OH 1968: Bohumil Golián • Antonín Procházka • Petr Kop • Jiří Svoboda • Josef Musil • Lubomír Zajíček • Josef Smolka • Vladimír Petlák • František Sokol • Zdeněk Groessl • Pavel Schenk • Drahomír Koudelka

## Mistrovství světa
| Rok/pořádající země   | Účast                            |
| --------------------- | -------------------------------- |
| MS 1949 ČSR           | Stříbrná medaile                 |
| MS 1952 Sovětský svaz | Stříbrná medaile                 |
| MS 1956 Francie       | Zlatá medaile                    |
| MS 1960 Brazílie      | Stříbrná medaile                 |
| MS 1962 Sovětský svaz | Stříbrná medaile                 |
| MS 1966 ČSSR          | Zlatá medaile                    |
| MS 1970 Bulharsko     | 4. místo                         |
| MS 1974 Mexiko        | 5. místo                         |
| MS 1978 Itálie        | 5. místo                         |
| MS 1982 Argentina     | 9. místo                         |
| MS 1986 Francie       | 8. místo                         |
| MS 1990 Brazílie      | 9. místo                         |
| Celkem                | Účast – 12× · – 2× · – 4× · – 0× |

## Mistrovství Evropy
| Rok/pořádající země | Účast                            |
| ------------------- | -------------------------------- |
| ME 1948 Itálie      | Zlatá medaile                    |
| ME 1950 Bulharsko   | Stříbrná medaile                 |
| ME 1951 Francie     | Bez účasti                       |
| ME 1955 Rumunsko    | Zlatá medaile                    |
| ME 1958 ČSR         | Zlatá medaile                    |
| ME 1963 Rumunsko    | 5. místo                         |
| ME 1967 Turecko     | Stříbrná medaile                 |
| ME 1971 Itálie      | Stříbrná medaile                 |
| ME 1975 Jugoslávie  | 6. místo                         |
| ME 1977 Finsko      | 6. místo                         |
| ME 1979 Francie     | 6. místo                         |
| ME 1981 Bulharsko   | 4. místo                         |
| ME 1983 NDR         | 5. místo                         |
| ME 1985 Nizozemsko  | Stříbrná medaile                 |
| ME 1987 Belgie      | 6. místo                         |
| ME 1989 Švédsko     | Bez účasti                       |
| ME 1991 Německo     | 12. místo                        |
| Celkem              | Účast – 15× · – 3× · – 4× · – 0× |

## Olympijské hry
| Rok/pořádající země  | Účast                           |
| -------------------- | ------------------------------- |
| LOH 1964 Tokio       | Stříbrná medaile                |
| LOH 1968 Mexico City | Bronzová medaile                |
| LOH 1972 Mnichov     | 6. místo                        |
| LOH 1976 Montreal    | 5. místo                        |
| LOH 1980 Moskva      | 8. místo                        |
| LOH 1984 Los Angeles | Bez účasti                      |
| LOH 1988 Soul        | Bez účasti                      |
| LOH 1992 Barcelona   | Bez účasti                      |
| Celkem               | Účast – 5× · – 0× · – 1× · – 1× |